# Authe
Authe település Franciaországban, Ardennes megyében. Lakosainak száma 93 fő (2022. január 1.). Authe Autruche, Belleville-et-Châtillon-sur-Bar, Brieulles-sur-Bar, Germont és Saint-Pierremont községekkel határos.

## Népesség
A település népességének változása:
| Lakosok száma | 125  | 87   | 94   | 93   | 92   | 92   | 90   | 90   | 91   | 93   |
|               | 1968 | 1982 | 1999 | 2006 | 2011 | 2015 | 2017 | 2018 | 2020 | 2022 |